# Иоанн (Алексеев, Илья Иванович)
Епископ Иоанн (в миру Илья Иванович Алексеев; 16 (28) июня 1862, Санкт-Петербург — 1 (14) января 1905, Пермь) — епископ Русской православной церкви, епископ Пермский и Соликамский.

## Биография
Родился в семье простых ремесленников. Его влекло в церковь и он постоянно посещал богослужения, наслаждаясь и восхищаясь духовными песнопениями. Любил архиерейские службы, на которых он присутствовал всякий раз, когда узнавал, что в той или иной церкви служит архиерей.
В 1883 году он окончил курс Санкт-Петербургской духовной семинарии и поступил в Санкт-Петербургскую академию. В 1885 году на третьем курсе был пострижен в монашество; 4 (16) апреля 1887 году рукоположен во иеромонаха и в том же году окончил духовную академию со степенью кандидата богословия и был назначен с 12 августа смотрителем духовного училища в Ардоне. Через полтора года был назначен инспектором Псковской духовной семинарии, потом вновь вернулся в Ардон; в 1892 году возведён в сан архимандрита, а в 1895 году был назначен ректором Александровской миссионерской духовной семинарии, в которую было преобразовано Ардонское духовное училище. Архимандрит Иоанн проделал большую работу по становлению как училища, так и духовной семинарии. Проявил себя как хороший организатор, талантливый руководитель и воспитатель. Он имел большое влияние не только на учащихся семинарии, но и на жителей Ардона и всей Осетии. Когда он покидал Осетию его провожали большие массы народа с которым он сроднился за 11 лет пребывания в крае.
24 марта (5 апреля) 1899 года хиротонисан во епископа Чебоксарского, викария Казанской епархии.
С 5 (18) апреля 1902 года — епископ Пермский и Соликамский. Добился от Св. Синода ассигнований казны на постоянное жалованье в инородческие приходы. Ослеп. Скончался 1 (14) января 1905 года. Похоронен на архиерейском кладбище в ограде кафедрального собора.